# شرکت کونگزبرگ
شرکت سهامی کونگزبرگ،(به انگلیسی: Kongsberg Gruppen) یک گروه فناوری بین‌المللی است. دفتر مرکزی این شرکت در شهر  کونگزبرگ، در کشور نروژ، واقع شده‌است.

این شرکت در سال ۱۹۸۷ میلادی، با نام شرکت فناوری دفاعی نروژ(NFT)، برای ادامه تولیدات دفاعی، کارخانه دولتی اسلحه سازی کونزبرگ، که از سال ۱۸۱۴ میلادی، سابقه فعالیت داشت؛ تشکیل شد. فعالیت این شرکت، در زمینه کشتی‌سازی، صنایع جنگ‌افزاری، فناوری هوافضا و حفاری فراساحل است.
در سال ۱۹۹۳ میلادی، این شرکت تا حدی خصوصی شد و به عنوان یک شرکت سهامی عام در بورس اوراق بهادار اسلو فهرست شد. دولت نروژ در وزارت تجارت و صنعت با ۵۰٬۰۰۱ درصد سهام، همچنان بزرگترین مالک است.
غالب کشتی‌های شرکت ملی نفت‌کش ایران و کشتیرانی جمهوری اسلامی ایران از استفاده کننده‌های سیستم‌های کنترلی و مانیتورینگ، تلگراف و دیگر ماشینری‌های این شرکت در تعداد بالا و حتی مدل‌های قدیمی‌تر (سابقاً با نام NOR Control) هستند و میان آنها بسیار محبوب است. یافتن جایگزین برای آن ادوات تقریباً غیر ممکن است.